# Митрофановка (Кантемировский район)
Митрофановка — село в Кантемировском районе Воронежской области России.
Административный центр Митрофановского сельского поселения.

## География
Село находится на юге Воронежской области, в 37 км от райцентра Кантемировки, на 812 километре Юго-Восточной железной дороги. Железнодорожная станция — Митрофановка.

## История
Митрофановка возникла в конце XVIII века. По документам 1816 года — это было село, принадлежавшее помещику И. Д. Черткову. Перед отменой крепостного права (1861 год) здесь было 42 двора и 435 жителей. Митрофановка стала быстро развиваться и застраиваться в связи с проведением железнодорожной линии. В 1894 году в селе побывал великий русский писатель Л. Н. Толстой. Об этом событии рассказывает мемориальная доска, установленная на здании железнодорожного вокзала. В 1898 году возникла приходская школа, в которой обучалось 65 учеников.
В 1905 году в селе было 546 дворов и 3150 жителей, имелись две школы с 185 учениками, вальцовая мельница, винокуренный завод. Со станции ежегодно отправлялось более 1,1 млн пудов хлебных грузов и 83 тыс. пудов нехлебных. При станции имелось почтовое отделение, ежегодно проводилось пять ярмарок.
В годы Первой русской революции полиция недремно следила за железнодорожниками станции. В январе 1906 года она завела следственное дело на весовщика В. Вырвихвост, который распространял среди крестьян революционные издания..
Советская власть в селе установлена в начале 1918 года. В период гражданской войны жители села мужественно сражались с врагами революции. Захватив летом 1918 года село, немцы повесили 16 жителей, порке и розгам подвергли 11 человек, отобрали у крестьян имущества на 16 млн руб. В ответ на это жители Митрофановки подняли восстание и изгнали врага из села. Несмотря на трудности 1921 голодного года, жители села оказали голодающим Поволжья посильную помощь. С 1924 года Митрофановка стала волостным центром. В 1926 году здесь было 290 дворов и 938 жителей, имелась школа с 3 учителями. При станции было 15 дворов и 52 жителя. Весной 1929 года по инициативе Митрофановской партячейки в помощь бедноте был организован совхоз на опытном поле, существующем с 1912 года. Совхозу выделили 15 тракторов. В том же году на базе гаража в Митрофановке был создан завод по ремонту автотехники. В 1930 году на станции построен элеватор мощностью в 1620 тонн зерна.
В 1936 году в селе проживало 2,2 тысячи человек, имелась машинно-тракторная станция (МТС), тракторная мастерская, кузница, типография, маслозавод, промартель сапожников «Путь к социализму». В селе было две школы, две библиотеки, клуб с киноустановкой, имелась амбулатория, роддом, баня, две парикмахерские, три магазина, АТС на 80 номеров, почтовое отделение, издавалась районная газета «Колхозное строительство» (в то время Митрофановка была райцентром). В августе 1937 года в Митрофановке был развернут избирательный округ по выборам в первый состав Верховного Совета РСФСР.
Национальный состав Митрофановки по данным переписи населения 1939 года: украинцы — 76,6 % или 2 283 чел., русские — 22,7 % или 677 чел.
В годы войны в селе действовала подпольная комсомольская группа. Село освобождено от немцев 16 января 1943 года. В центре села имеется братская могила воинов, освобождавших село. В ней покоится прах 119 бойцов.
В послевоенные годы село было быстро восстановлено. Большого развития в послевоенное время достиг Митрофановский завод. В 1968 году он перешел на новые штаты, были созданы новые цехи — литейный, авторемонтный с мощностью до 1,5 тысяч единиц ремонта техники, в основном автомобилей марки «Газ-69». Ныне авторемонтный завод — крупнейшее предприятие в районе. При заводе имеется клуб на 800 мест, теплица площадью в 0,3 га, детский сад на 150 мест. К услугам заводчан библиотека, спортзал, здравпункт.
В апреле 1970 года в селе поставлен памятник В. И. Ленину. Летом 1989 года средняя школа в Митрофановке отметила 50-летие первого выпуска. В стенах школы обучались в разные годы — доктор технических наук И. А. Юрченко, лауреат Государственной премии СССР В. Д. Климов, кандидат исторических наук Р. Г. Гостев, член Союза художников СССР художник С. П. Пушкарев, кандидат филологических наук, секретарь Союза журналистов России В. Л. Касютин и многие другие. Школу к 1995 году окончило более 3,3 тысяч выпускников.
В 1995 году в селе было 2736 дворов и 6872 жителя, имелось двухэтажное здание сельской администрации, в селе расположена центральная усадьба колхоза «Рассвет», имеющего 5 тыс. га пахотной земли. В селе действует школа на 1200 посадочных мест, в ней работают 83 педагога. С 1975 года в стенах школы открыт краеведческий музей. В селе 15 магазинов, больница на 125 коек, почтовое отделение, три столовые.

## Население
| 1905 | 1926  | 1936   | 1995   |
| ---- | ----- | ------ | ------ |
| 3150 | ↘ 938 | ↗ 2200 | ↗ 6872 |

| 1859 | 1959  | 1979  | 2002  | 2010  | 2021  |
| ---- | ----- | ----- | ----- | ----- | ----- |
| 435  | ↗3744 | ↗6262 | ↘5722 | ↘5395 | ↘4838 |

## Фотогалерея
- Новые дома на ул. Жемчужной для переселенцев из аварийного жилья. Август 2014
- Старая школа
- Новое здание Митрофановской школы